# AREA21
AREA21 là một ban nhạc EDM gồm các thành viên Martin Garrix, UZ và nhà sản xuất, thu âm người Hoa Kỳ, Maejor
Sau một năm dừng hoạt hoạt động, AREA21 đã ra mắt chính thức đĩa đơn "We Did It" vào ngày 23 tháng 6 năm 2017.
Vào ngày 1 tháng 12 năm 2017, họ đã cho ra mắt single thứ 4 của mình là "Glad you came", track này được ra mắt trong set của Martin ở Ultra Miami 2017.
Vào ngày 9 tháng 2 năm 2018, AREA21 cho ra mắt single thứ 5 là "Happy" dưới tên của STMPD RCRDS. Dựa trên Dancing Astronaut's Farrel Sweeney, track diễn tả sự vui vẻ qua sự đơn giản và giai điệu upbeat tự nhiên, như những gì đã nêu ở tiêu đề bài hát

## Sản phẩm âm nhạc

### Albums
| Tiêu đề              | Chi tiết |
| -------------------- | --- |
| Greatest Hits Vol. 1 | - Ngày phát hành: 12 Tháng 11 Năm 2021 - Hãng thu âm: STMPD RCRDS, Hollywood Records - Định dạng: CD, digital download, streaming |

### Đĩa đơn
| Tiêu đề               | Năm  | Album                | Hãng thu âm                                       |
| --------------------- | ---- | -------------------- | ------------------------------------------------- |
| "Spaceships"          | 2016 | Non-album singles    | - STMPD RCRDS - Epic Amsterdam - Sony Netherlands |
| "Girls"               | 2016 | Non-album singles    | - STMPD RCRDS - Epic Amsterdam - Sony Netherlands |
| "We Did It"           | 2017 | Non-album singles    | - STMPD RCRDS - Epic Amsterdam - Sony Netherlands |
| "Glad You Came"       | 2017 | Non-album singles    | - STMPD RCRDS - Epic Amsterdam - Sony Netherlands |
| "Happy"               | 2018 | Non-album singles    | - STMPD RCRDS - Epic Amsterdam - Sony Netherlands |
| "Help"                | 2019 | Non-album singles    | - STMPD RCRDS - Epic Amsterdam - Sony Netherlands |
| "La La La"            | 2021 | Greatest Hits Vol. 1 | - STMPD RCRDS - Hollywood Records                 |
| "Pogo"                | 2021 | Greatest Hits Vol. 1 | - STMPD RCRDS - Hollywood Records                 |
| "Mona Lisa"           | 2021 | Greatest Hits Vol. 1 | - STMPD RCRDS - Hollywood Records                 |
| "Lovin' Every Minute" | 2021 | Greatest Hits Vol. 1 | - STMPD RCRDS - Hollywood Records                 |
| "Followers"           | 2021 | Greatest Hits Vol. 1 | - STMPD RCRDS - Hollywood Records                 |
| "Own The Night"       | 2021 | Greatest Hits Vol. 1 | - STMPD RCRDS - Hollywood Records                 |
| "All I Need"          | 2022 | Greatest Hits Vol. 1 | - STMPD RCRDS                                     |